# Sesión espiritista

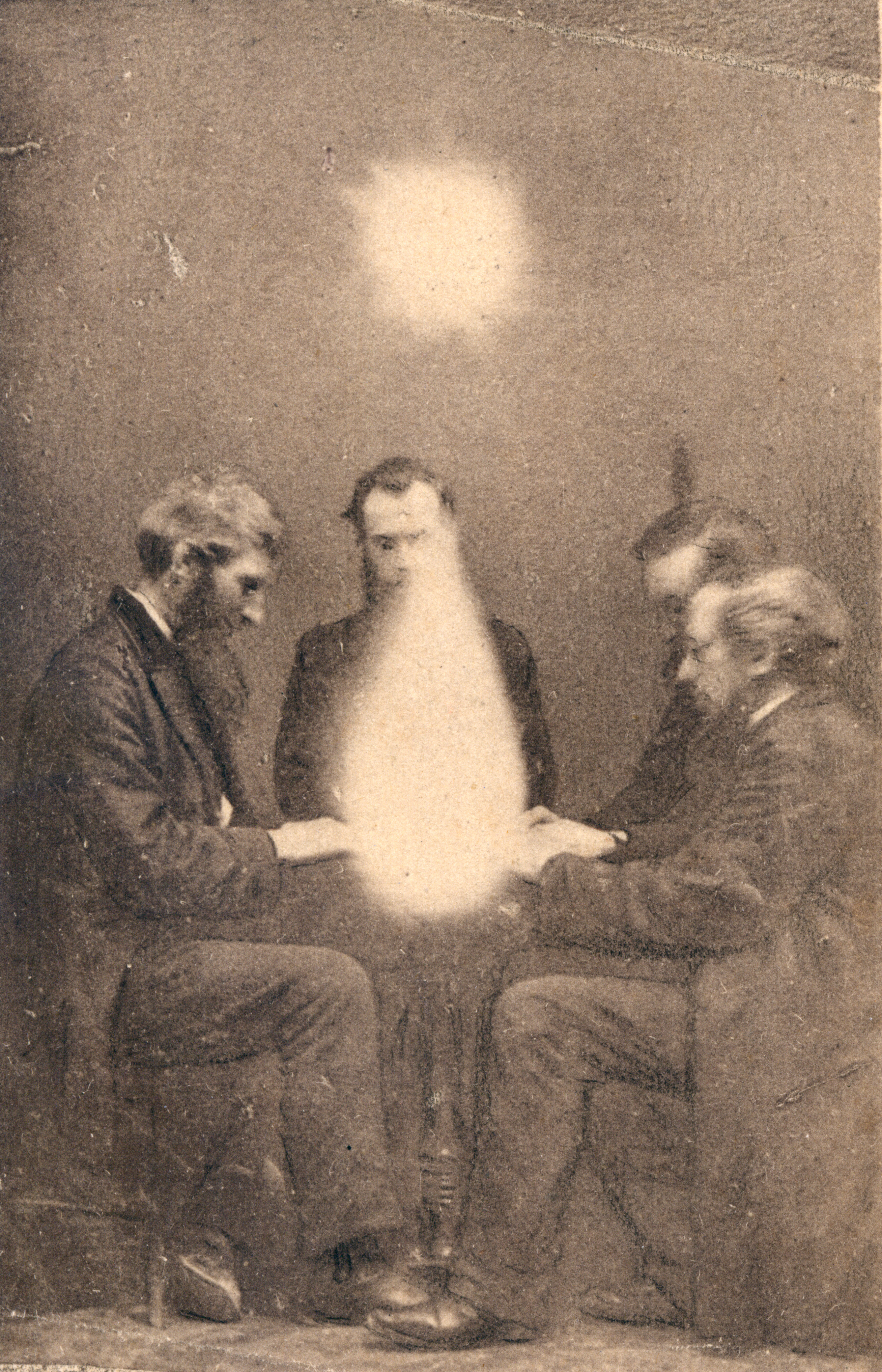
Supuesta aparición luminosa durante una sesión espiritista conducida por John Beattie en Bristol, Inglaterra, en 1872.

Una sesión espiritista es una reunión en la que se intenta comunicar con espíritus, para recibir presuntos mensajes de seres fantasmales o para poderse comunicar con ellos a través de un médium. Se considera que forma parte de los llamados fenómenos paranormales.
Uno de los primeros libros sobre el tema de la comunicación con personas difuntas fue "Communication With the Other Side" (Comunicación Con el Otro Lado), obra del Primer Barón Lyttelton publicada en Inglaterra en 1760. Entre los espíritus notables citados en este volumen figuran Pedro el Grande, Pericles, un "Salvaje norte-americano", William Penn, y la reina Cristina de Suecia. La popularidad de estas sesiones creció espectacularmente con la fundación de la religión denominada Espiritualismo a mediados del siglo XIX.
Quizás la serie de sesiones mejor conocida de aquella época fue la conducida por Mary Todd Lincoln, quien apenada por la pérdida de su hijo, organizó sesiones espiritistas en la Casa Blanca, a las que asistió su marido, el presidente Abraham Lincoln, y otros miembros destacados de la sociedad. El Informe de la Comisión Seybert de 1887 empañó la credibilidad del Espiritualismo y su popularidad, acusando públicamente de fraude a los conductores seculares de estas sesiones. Las sesiones han continuado siendo una parte de los servicios religiosos de los espiritualistas, los espirititas, y las iglesias espiritualistas, haciendo un mayor énfasis en los valores espirituales sobre otros aspectos más "espectaculares".

## Tipos de sesiones
El término sesión espiritista en principio puede referirse a varias actividades diferentes, cada una con sus propias normas sociales y convenciones, sus propias herramientas favoritas, y su gama propia de resultados esperables.

### Sesiones religiosas

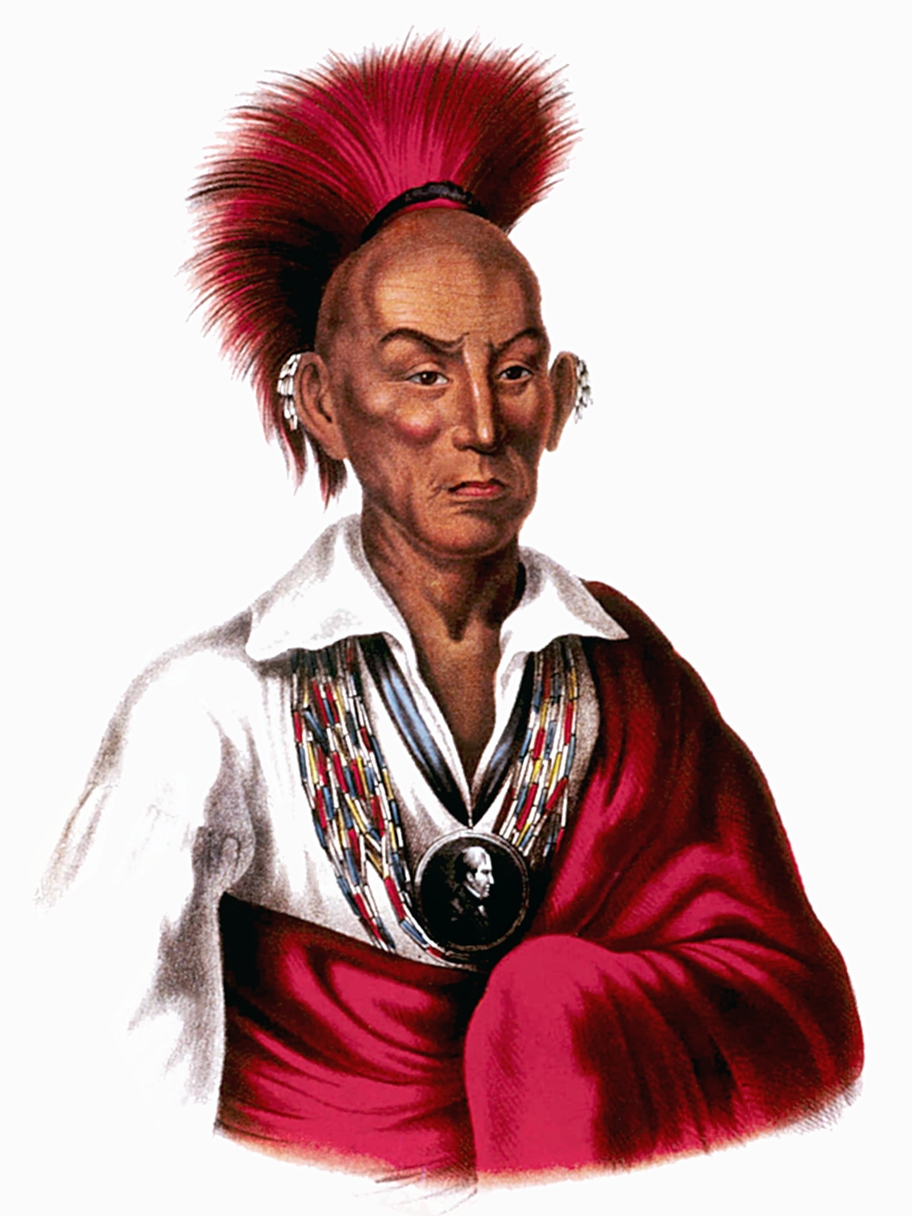
Black Hawk

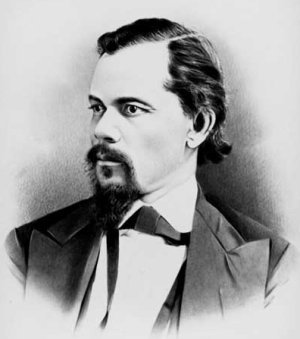
Paschal Beverly Randolph

En la religión del Espiritualismo (y también en la religión de la Metafísica Divina, una rama reconocida del Espiritualismo en los Estados Unidos), las sesiones son generalmente una parte de los servicios religiosos para comunicarse con personalidades pertenecientes al mundo de los espíritus. Normalmente, solo son denominadas "sesiones" desde fuera de la comunidad; los espiritualistas prefieren hablar de "recepción de mensajes". En estas sesiones, que generalmente tienen lugar en iglesias Espiritualistas bien iluminadas o al aire libre en campamentos (como Lily Dale en el estado de Nueva York o el Campamento Cassadaga en Florida), un ministro ordenado o un médium de contacto harán llegar de palabra mensajes de personalidades en espíritu a los asistentes. Generalmente, estos "servicios de mensajes" o "manifestaciones de la continuidad de la vida" están abiertas al público. A veces el médium recibe los mensajes estando de pie. En algunas iglesias, el servicio de mensajes es precedido por un "servicio de curación", que implica alguna forma de curación por la fe.
Además de intentar comunicarse con los espíritus de personas con las que tenían una relación personal los congregantes, algunas de las iglesias Espiritualistas también tratan de entrar en contacto con espíritus de quienes pueden tener una relación concreta con el médium o una relación histórica con el cuerpo de la iglesia. Un ejemplo de esto último es el espíritu de Black Hawk, un guerrero nativo americano de la tribu Fox que vivió durante el siglo XIX. Black Hawk era un espíritu a menudo invocado por la médium espiritualista Leafy Anderson, y ha quedado como el foco central de los servicios de las Iglesias Espirituales Afroamericanas que fundó.
En el Espiritismo latinoamericano, similar al Espiritualismo, las sesiones en las que los congregantes intentan comunicarse con los espíritus se denominan misas. Los espíritus invocados en el Espiritismo son a menudo antepasados de los congregantes o santos católicos.

### Sesiones con un médium en un escenario
Hay médiums que pretenden contactar con los espíritus de los muertos u otros espíritus en un escenario, delante de una audiencia. Con una cierta componente teatral, son distintas a las clásicas sesiones alrededor de una mesa con todos los asistentes sentados. Uno de los primeros practicantes más importantes de este tipo de sesiones fue Paschal Beverly Randolph, quien se dirigía a los espíritus de los parientes de miembros de la audiencia, y que era también famoso por los mensajes que decía recibir de videntes y de filósofos antiguos, como Platón.

### Sesiones conducidas por un médium

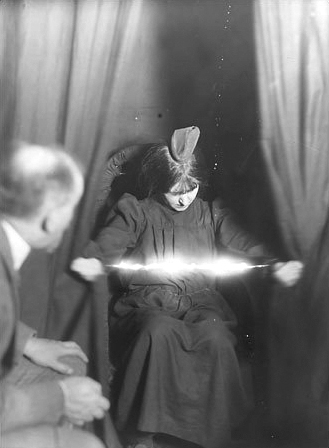
Un supuesto ectoplasma luminoso en manos de la médium Eva Carrière.

Las sesiones de grupos pequeños de personas, con los participantes sentados alrededor de una mesa en una habitación oscura o con poca luz, generalmente son conducidas por un médium. Esta persona entra en "trance" para que teóricamente los espíritus puedan comunicarse a través de su cuerpo, transmitiendo mensajes a los otros participantes. Otros modos de comunicación incluyen la psicografía o la escritura automática, los golpes secos numerados, la levitación de la mesa, los aportes, los 
ectoplasmas, o incluso los olores.
Este es el tipo de sesiones que más a menudo son causa de indignación y escándalo cuando se descubre que el médium está practicando alguna forma de escenificar ilusiones mágicas o utilizando trucos de mentalismo para engañar a sus clientes.

### Sesiones sociales informales
Entre aquellos con interés en el ocultismo, se ha extendido la costumbre de conducir sesiones despojadas de cualquier contexto religioso y sin un médium. A veces solo están implicadas dos o tres personas, y si son jóvenes, pueden utilizar estas sesiones como una manera de poner a prueba su entendimiento de las fronteras entre la realidad y lo paranormal. Para este propósito se suelen utilizar la planchette y la güija.

### Sesiones espiritualistas
Aquí los espiritualistas y los practicantes (psíquicos y médiums) desarrollan una sesión de modo que todos los participantes pretenden comunicarse con varias personalidades en el mundo de los espíritus. Se suelen organizar con los participantes sentados en círculo.

## Instrumentos y técnicas

### Médiums, trances, y conducción

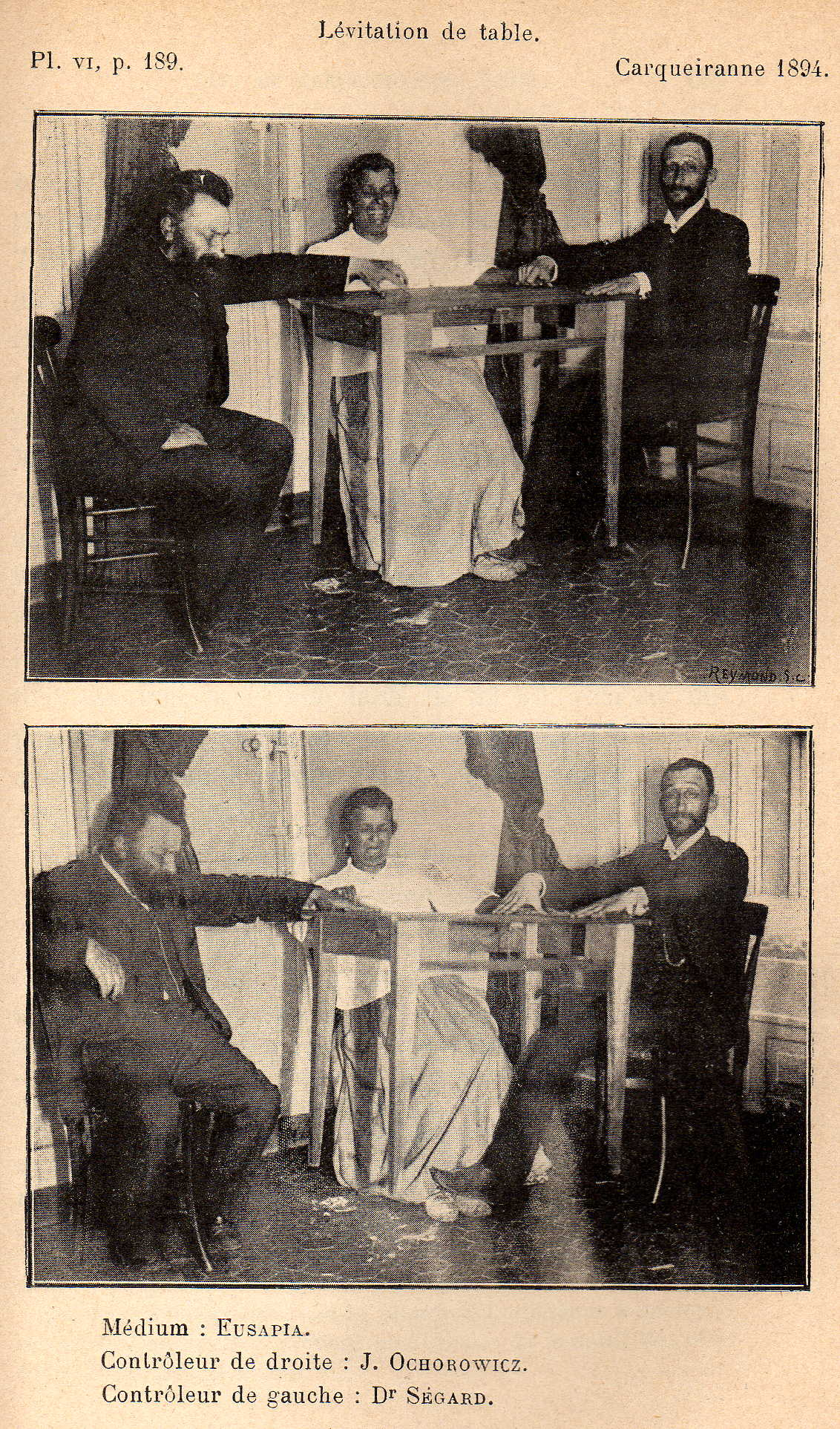
Fotografía de una médium con dos hombres en el.

Las sesiones a través de un médium implican la realización de un acto mediante el cual se intenta recibir mensajes de los espíritus de los muertos y de otros espíritus que el practicante cree que existen. Algunos autoproclamados médiums son plenamente conscientes y están despiertos mientras sirven como contactos; otros pueden caer en estados parciales o totales de trance, o en un estado alterado de consciencia. Estos autodesignados "médiums de trance", cuando emergen del estado de trance, no recuerdan los mensajes que transmiten; por lo que acostumbran a trabajar con un ayudante que escribe o graba sus palabras.

### Tableros de espiritismo, tableros parlantes, y tableros oüija

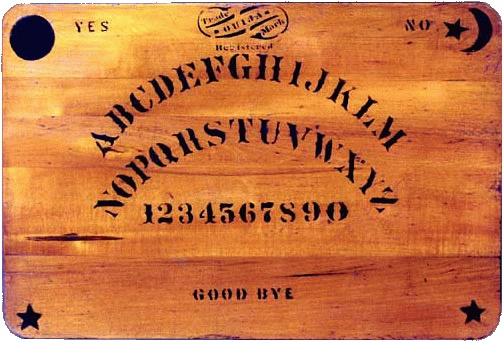
Tablero original de la ouija creado en 1891.

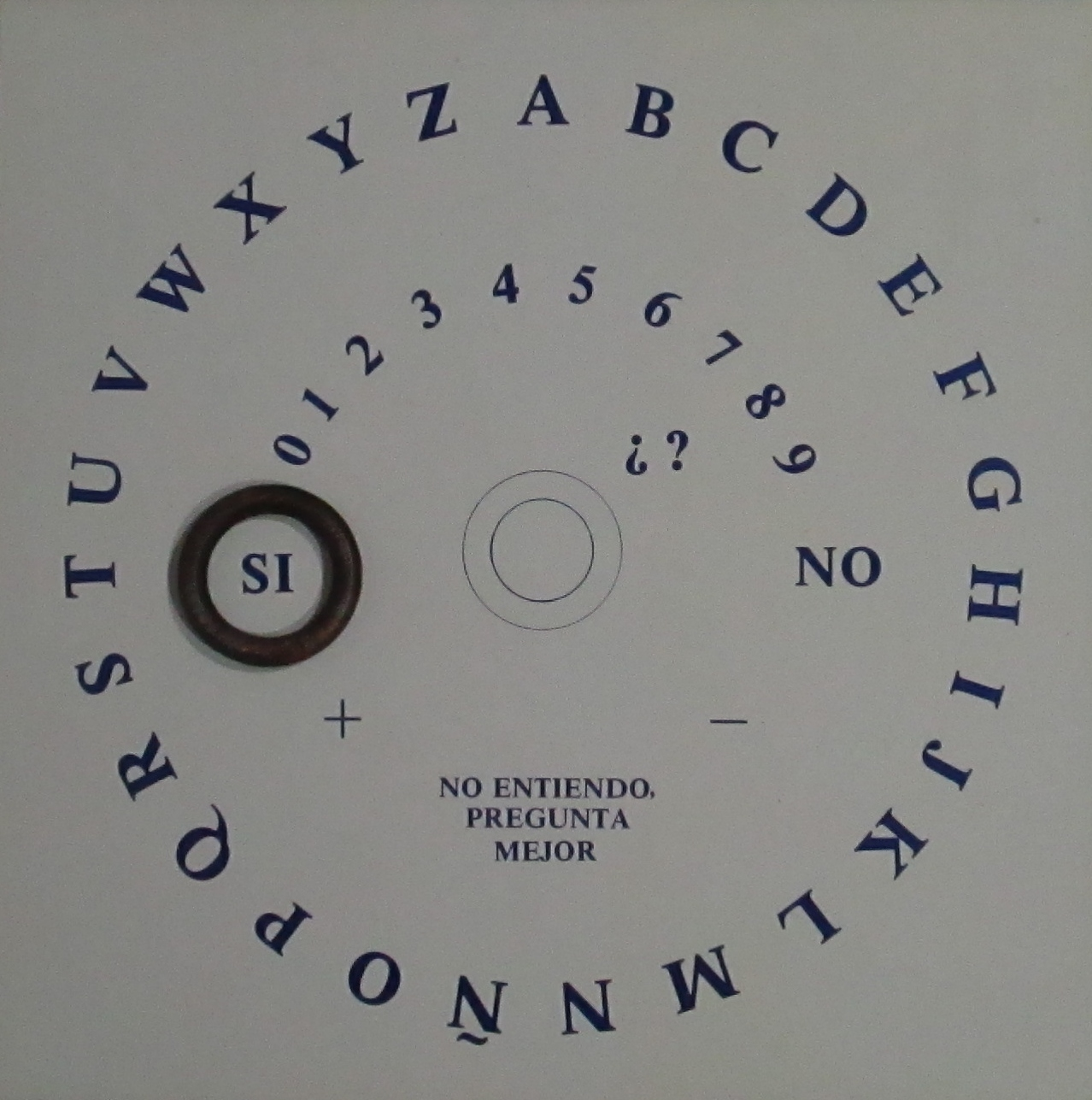
Un tablero de la ouija en español.

Los tableros de espiritismo, también conocidos como tableros parlantes, o tableros güija (nombre derivado de una conocida marca) suelen ser de madera, fibra prensada, cartón o plástico. En el tablero aparecen representados una serie de símbolos: imágenes, letras, números y/o palabras. Está acompañado por una planchette ("tablero pequeño" en francés), que puede tomar la forma de un puntero sobre tres patas o una lupa sobre un soporte rodante; en los tableros de fabricación casera se suele emplear un vaso de cristal pequeño como planchette. La mayoría de los tableros básicos de güija contienen sencillamente el alfabeto, aunque no es infrecuente que aparezcan palabras enteras (como por ejemplo versiones de "sí" y "no" de acuerdo con el idioma utilizado).
El uso del tablero es sencillo: los participantes en la sesión ponen uno o dos dedos sobre la planchette, situada en el centro del tablero. El médium designado realiza preguntas en voz alta al espíritu(s) con el que se está intentando comunicar, y los participantes desplazan la planchette de "forma automática" sobre el tablero señalando letras y palabras que se supone que forman las respuestas que transmite el espíritu.

### Trompetas, pizarras, mesas, y gabinetes
Durante la segunda mitad del siglo XIX, numerosos médiums espiritualistas empezaron a defender el uso de herramientas especiales para conducir las sesiones, imponiéndose el uso de habitaciones oscuras particularmente en las sesiones dirigidas por un médium. Las "trompetas de los espíritus" eran unas bocinas en forma de cuerno utilizadas supuestamente para aumentar los susurros de las voces de los espíritus a un volumen audible. Las "pizarras de los espíritus" constaban de dos planchas atadas juntas que cuando se separaban, revelaban los mensajes presuntamente escritos por los espíritus. Las "mesas de sesión" eran especialmente ligeras, facilitando que pudieran "rotar", "flotar", o "levitar" supuestamente cuando los espíritus se hacían presentes. Los "gabinetes de espíritus" eran unos armarios portátiles en los que se encerraba al médium, a menudo atado con cuerdas, para impedirle manipular las citadas herramientas.

## Objeciones críticas

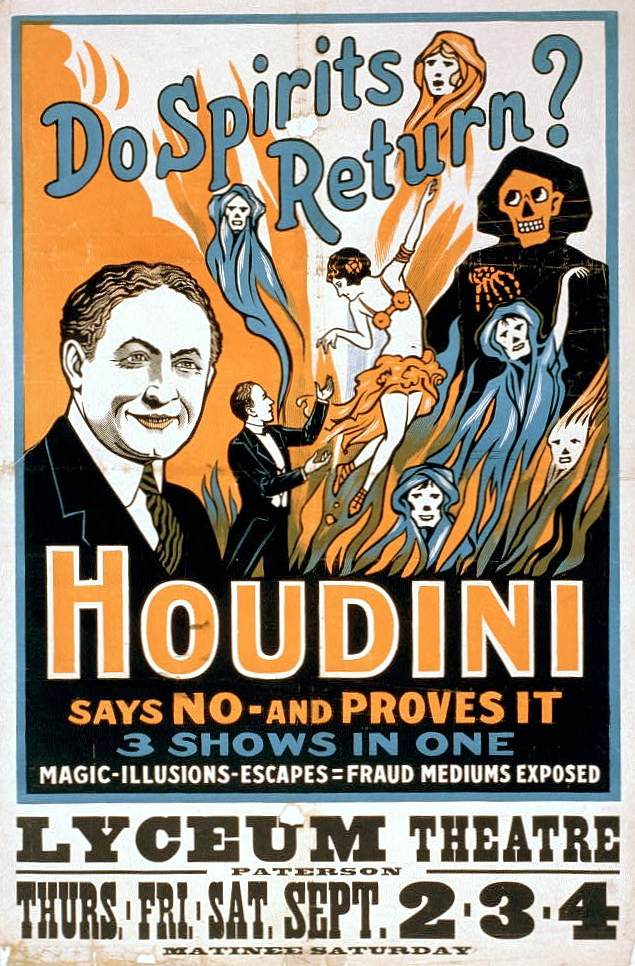
Cartel de un espectáculo sobre un escenario de comienzos del, con Houdini, anunciado la prueba de que los espíritus no regresan.

Escépticos científicos y ateos consideraban las sesiones espiritistas (tanto las de raíces religiosas como las seculares) como simples estafas o al menos una forma de fraude piadoso, constatando su carencia de evidencia empírica. La exposición a la luz pública de supuestos médiums que se valían en sus sesiones del uso de herramientas derivadas de las técnicas del ilusionismo desencantó a muchos creyentes en la comunicación con los espíritus. En particular, la confirmación en la década de 1870 de los hermanos Davenport como ilusionistas y el Informe de la Comisión Seybert de 1887, pusieron fin a la primera fase histórica del Espiritualismo. Magos de esta etapa a caballo entre los siglos XIX y XX, como John Nevil Maskelyne y Harry Houdini, se publicitaron en ocasiones exponiendo los medios fraudulentos utilizados en las sesiones espiritistas. 
En 1976, el médium M. Lamar Keene describió las técnicas engañosas que había utilizado en sus sesiones; aun así, en el mismo libro, Keene también declaraba que todavía tenía una creencia firme en Dios, vida después de la muerte, percepción extrasensorial, y otros fenómenos psíquicos. En un programa televisado en 2004, el ilusionista Derren Brown organizó una sesión espiritista especial, describiendo después algunos de los trucos utilizados por él (y por los médiums del siglo XIX) para crear la ilusión de acontecimientos paranormales.
Críticos de la conducción por los espíritus —incluyendo a escépticos y creyentes— declaran que desde entonces las manifestaciones físicas de estos fenómenos más frecuentemente reportadas consisten en patrones vocales inusuales o comportamientos anormales del médium, que pueden ser bastante fácilmente falsificados por cualquiera con talento teatral. Los críticos de las técnicas de comunicación con tableros —otra vez incluyendo a escépticos y creyentes— declaran que la premisa de que un espíritu mueva la planchette formando los mensajes, está socavado por el hecho de que varias personas ponen sus manos en la planchette, lo que permite que cualquiera de ellos pueda deletrear una respuesta sin que los otros lo sepan. Se aduce que es un truco común, utilizado en ocasiones en reuniones nocturnas de adolescentes para asustar a algunos de los presentes.
Otra crítica al sistema del tablero consiste en que en el proceso interviene lo que se denomina el efecto ideomotor, una forma de automatismo o de mecanismo subconsciente por el que la mente del usuario guía con su mano la planchette, aunque honestamente crea que no la está moviéndo, cuando de hecho lo está haciendo. Esta teoría se sustenta en la premisa de que los seres humanos de hecho tienen un "subconsciente con voluntad propia", una afirmación no asumida por todos los estudiosos del fenómeno.
Las denuncias de fraude contra los médiums que utilizan herramientas en sus sesiones ha tenido dos resultados contrapuestos: los escépticos han utilizado los casos históricos de engaño como una evidencia para calificar toda actividad espiritista mediúmica como inherentemente fraudulenta, mientras que los creyentes han tendido a eliminar el uso de herramientas para evitar estas acusaciones, pero continúan practicando sesiones con médiums, manteniendo plena confianza en sus valores espirituales.
En las religiones judaica y cristiana se califica como un pecado el intentar conjurar o controlar a los espíritus, tal y como por ejemplo se afirma en el libro del Deuteronomio XVIII: 9–12.

## Psicología

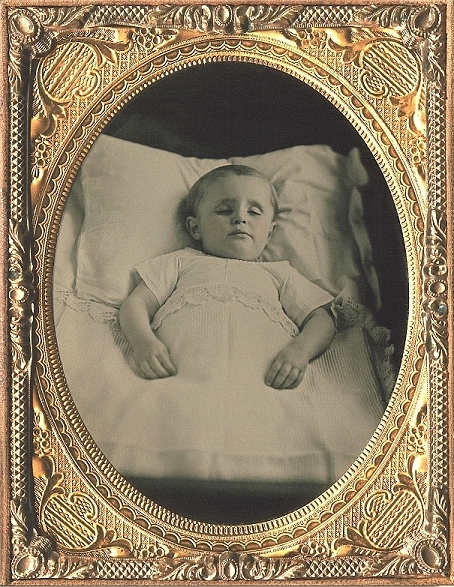
Fotografía post mortem de un niño muerto simulando estar dormido.

La investigación en anomalías psicológicas ha revelado el importante papel de la sugestión en el espiritismo. En una serie de experimentos con falsas sesiones (Wiseman et al. 2003),  creyentes y escépticos en lo paranormal fueron sugestionados por un actor para que creyesen que una mesa estaba levitando, cuando de hecho, estaba quieta. Después de la sesión, aproximadamente un tercio de los participantes afirmaba incorrectamente que la mesa se había movido. Los resultados mostraron que este grupo contaba con un mayor porcentaje de creyentes. 
En otro experimento, los creyentes también informaron que habían visto como una campana de mano se había movido, cuando en realidad había permanecido quieta, y expresó su creencia de que en las falsas sesiones habían presenciado algún fenómeno paranormal genuino. Los experimentos apoyaron fuertemente la idea de que los creyentes son mucho más sugestionables que los escépticos en relación con supuestos hechos compatibles con su creencia en fenómenos paranormales.

## Médiums notables, asistentes y desenmascaradores

### Médiums

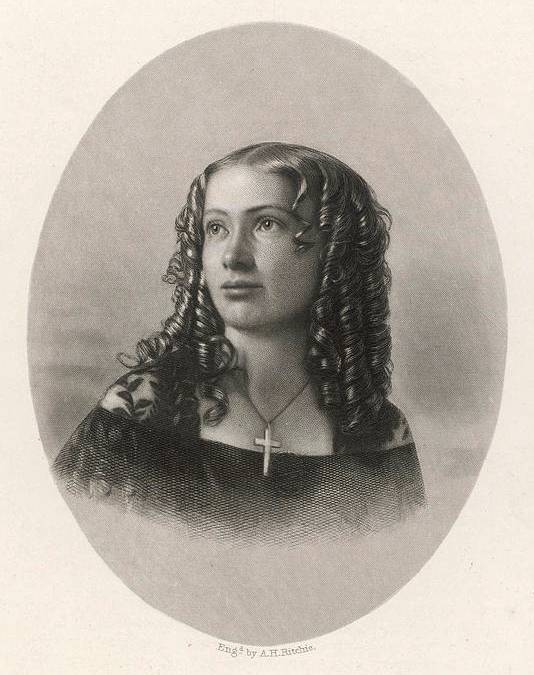
Cora Scott Hatch

La relación de médiums populares en el siglo XIX (muchos de ellos conferenciantes) incluye a Cora Scott Hatch, Achsa W. Sprague, Emma Hardinge Britten (1823–1899), y Paschal Beverly Randolph (1825–1875).
Entre las personas notables que condujeron pequeñas sesiones durante el siglo XIX figuran las hermanas Fox, cuyas actividades incluían la comunicación mediante golpes en la mesa, y los hermanos Davenport, famosos por su trabajo con el gabinete de los espíritus. Tanto las Fox como los Davenport fueron finalmente confirmados como fraudes.
En el siglo XX, entre los médiums destacados que entraban en trance se puede citar a Edgar Cayce y a Arthur Ford.

### Asistentes
Entre las personas notables que han asistido a sesiones espiritistas y que profesaban una creencia en el Espiritualismo, se incluyen el reformista social Robert Owen; el periodista y pacifista William T. Stead; William Lyon Mackenzie King, primer ministro de Canadá durante 22 años (que buscó el contacto espiritual y la guía política de su madre difunta, sus perros de mascota, y del desaparecido Presidente de los EE. UU. Franklin D. Roosevelt); el periodista y autor Lloyd Kenyon Jones; y el médico y escritorArthur Conan Doyle.
Científicos que asistieron a sesiones espiritistas y creyeron que el contacto con los difuntos es una realidad incluye al químico William Crookes, al biólogo evolutivo Alfred Russel Wallace, al inventor de la radio Guillermo Marconi, al inventor del teléfono Alexander Graham Bell, y al inventor de la tecnología de la televisión John Logie Baird, quien afirmó haber contactado con el espíritu del inventor Thomas Alva Edison.

### Desenmascaradores

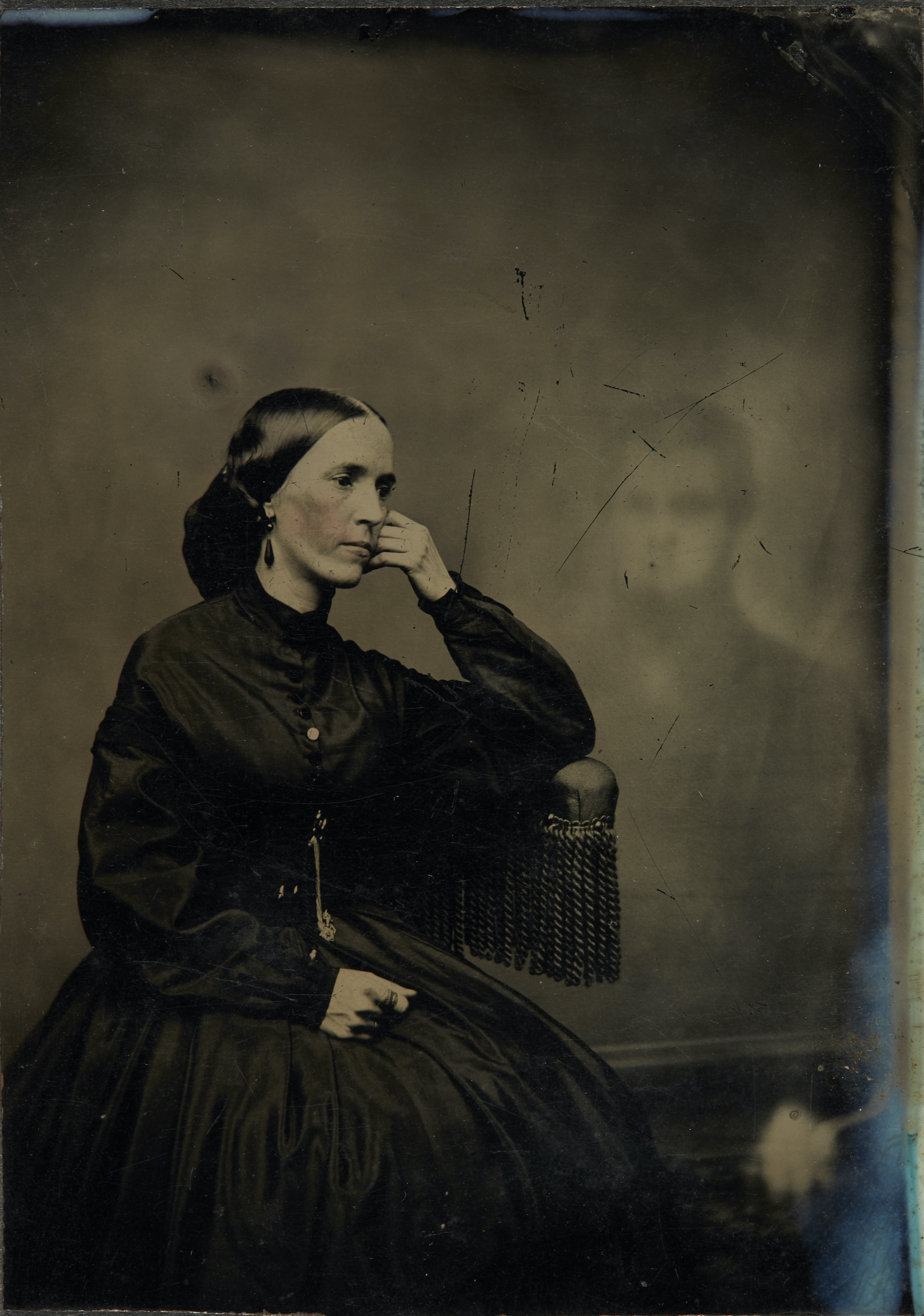
"Fotografía espiritual" de una mujer y un fantasma (1865).

Entre los desenmascaradores de médiums espiritistas se encuentran los investigadores Frank Podmore de la Sociedad para la Investigación Psíquica, Harry Price del Laboratorio Nacional de Investigación Psíquica, los ilusionistas profesionales John Nevil Maskelyne (descubridor del fraude de los Hermanos Davenport) y Harry Houdini, quien claramente declaró que no se oponía a la religión del Espiritualismo, si no únicamente estaba en contra de los médiums charlatanes que realizaban sus prácticas fraudulentas en nombre de la religión.
El físico investigador Hereward Carrington sacó a la luz los trucos de médiums fraudulentos, como los utilizados en las pizarras para la escritura de los espíritus, las mesas giratorias, las trompetas amplificadoras, las materializaciones, la lectura de cartas selladas y la fotografía de espíritus. El escéptico Joseph McCabe documentó numerosos casos de médiums que habían sido sorprendidos cometiendo fraude (así como los trucos que utilizaron) en su libro "Is Spiritualism Based on Fraud?" (¿Está el Espiritualismo Basado en el Fraude?) (1920).
Los ilusionistas tienen una larga historia de descubrir los métodos de los médiums fraudulentos. Algunos de los primeros desenmascaradores fueron Chung Ling Soo, Henry Evans y Julien Proskauer. Magos posteriores descubridores de fraudes fueron Fulton Oursler, Joseph Dunninger, y Joseph Rinn. Los investigadores Trevor H. Hall y Gordon Stein documentaron los trucos del médium Daniel Dunglas Home. Tony Cornell también descubrió numerosos casos de médiums fraudulentos, incluyendo a Rita Goold y a Alec Harris.

## Lecturas relacionadas
- Charles Richet. (1923). Thirty Years of Psychical Research being a Treatise on Metaphysics. New York, The Macmillan Company. ISBN 0766142191
- Arthur Conan Doyle. (1975). The History of Spiritualism, Volumes I and II. New York, Arno Press. ISBN 9780405070259
- BARROSO ROSENDO, José Ramón: "Luz y verdad del espiritismo" (1857). Los inicios del espiritismo en España". Cádiz: Archivo Histórico Provincial, 2020.
- Ruth Brandon. (1983). The Spiritualists: The Passion for the Occult in the Nineteenth and Twentieth Centuries. Alfred E. Knopf. ISBN 978-0394527406
- Edward Clodd. (1917). The Question: A Brief History and Examination of Modern Spiritualism. Grant Richards, London.
- Joseph Dunninger. (1935). Inside the Medium's Cabinet. New York, D. Kemp and Company.
- Amy Lehman. (2009). Victorian Women and the Theatre of Trance: Mediums, Spiritualists and Mesmerists in Performance. McFarland. ISBN 978-0786434794
- Walter Mann. (1919). The Follies and Frauds of Spiritualism. Rationalist Association. London: Watts & Co.
- Joseph McCabe. (1920). Is Spiritualism Based On Fraud? The Evidence Given By Sir A. C. Doyle and Others Drastically Examined. London: Watts & Co.